# 590 pr. n. št.
590 pr. n. št. je bilo leto predjulijanskega rimskega koledarja.

Oznaka 590 pr. Kr. oz. 590 AC (Ante Christum, »pred Kristusom«), zdaj posodobljeno v 590 pr. n. št., se uporablja od srednjega veka, ko se je uveljavilo številčenje po sistemu Anno Domini.

## Rojstva
- Kir II., perzijski kralj († 529 pr. n. št.)